# Washington Mystics 2017
La stagione 2017 delle Washington Mystics fu la 20ª nella WNBA per la franchigia.
Le Washington Mystics arrivarono terze nella Eastern Conference con un record di 18-16. Nei play-off vinsero al primo turno con le Dallas Wings (1-0), al secondo turno con le New York Liberty (1-0), perdendo poi la semifinale con le Minnesota Lynx (3-0).

## Roster
| N° | Naz.                   | Ruolo | Sportivo                 | Anno | Alt. | Peso |
| -- | ---------------------- | ----- | ------------------------ | ---- | ---- | ---- |
| 4  | Stati Uniti (bandiera) | G     | Tayler Hill              | 1990 | 178  | 66   |
| 7  | Stati Uniti (bandiera) | A     | Haley Peters             | 1992 | 191  | 81   |
| 7  | Stati Uniti (bandiera) | G     | Jennie Simms             | 1994 | 183  | 75   |
| 11 | Stati Uniti (bandiera) | GA    | Elena Delle Donne        | 1989 | 196  | 85   |
| 12 | Stati Uniti (bandiera) | G     | Ivory Latta              | 1984 | 168  | 65   |
| 14 | Stati Uniti (bandiera) | G     | Tierra Ruffin-Pratt      | 1991 | 178  | 83   |
| 15 | Stati Uniti (bandiera) | G     | Natasha Cloud            | 1992 | 183  | 73   |
| 20 | Stati Uniti (bandiera) | G     | Kristi Toliver           | 1987 | 170  | 59   |
| 21 | Stati Uniti (bandiera) | A     | Tianna Hawkins           | 1991 | 191  | 87   |
| 23 | Stati Uniti (bandiera) | G     | Allison Hightower        | 1988 | 178  | 77   |
| 31 | Stati Uniti (bandiera) | A     | Asia Taylor              | 1991 | 185  | 76   |
| 32 | Stati Uniti (bandiera) | G     | Shatori Walker-Kimbrough | 1995 | 180  | 64   |
| 33 | Belgio (bandiera)      | C     | Emma Meesseman           | 1993 | 193  | 83   |
| 34 | Stati Uniti (bandiera) | C     | Krystal Thomas           | 1989 | 196  | 88   |

## Staff tecnico
- Allenatore: Mike Thibault
- Vice-allenatori: Marianne Stanley, Eric Thibault
- Preparatore atletico: Emily Fortunato
- Preparatore fisico: Michael Bugielski